# Нова-Топола
Нова-Топола (серб. Нова Топола, нім. Windthorst) - населений пункт (селище) в громаді Градишка, який належить ентитету Республіці Сербської, Боснія і Герцеговина. Розташований за 10 км на південь від міста Градишка. Його заснували німецькі поселенці.

## Історія
Село було засноване 14 родинами німецьких поселенців із північно-західної Німеччини в 1879 році, через рік після того, як Боснія потрапила під владу Габсбургів. У наступному році до них приєдналися ще шість сімей, і до Першої світової війни постійно збільшувалася кількість сімей мігрантів.
Ці колоністи назвали своє поселення Віндторст (Windthorst). Вони запровадили сучасні методи землеробства і були дуже успішними та процвітаючими. Отже, село розрослося на три окремі частини: Унтервіндторст (Unterwindthorst), Міттельвіндторст (Mittelwindthorst) і Обервіндторст (Oberwindthorst). Після візиту в регіон Рудольфа, кронпринца Австрії, неподалік у Босанському Александроваце була заснована дочірня колонія, названа Рудольфсталь (Rudolfstal).
У 1918 році Боснія увійшла до складу Королівства Сербів, Хорватів і Словенців, і німецька імміграція припинилася. На цьому етапі село також було перейменовано на Нова Топола у зв’язку з сусіднім селом під назвою Стара Топола.
Після падіння внутрішньої безпеки під час Другої світової війни нацисти вирішили евакуювати фольксдойче (етнічніх німців) з Боснії, і 30 вересня 1942 року з режимом усташів був підписаний договір. Hauptamt Volksdeutsche Mittelstelle (VoMi) організувало Командос СС з Белграда під керівництвом Отто Лакмана і «... ходив від села до села в супроводі військових».
На цьому етапі Віндторст був найбільшим німецьким поселенням у Боснії. Наприкінці 1942 року майже 2000 фольксдойче були евакуйовані до Німеччини з Нови Тополи, а ще 500 з Рудольфсталя, які ніколи не повернулися. Після 1945 року село було знову заселено сербами, а комуністична влада знищила або приховала тут усі докази німецької історії та спадщини.

## Населення
Чисельність населення селища Нова-Топола за переписом 2013 року становила 2430 осіб.
Етнічний склад населення населеного пункту за даними перепису 1991:
- серби — 1888 (86,17 %),
- хорвати — 92 (4,19 %),
- боснійські мусульмани — 11 (0,50 %),
- югослави — 140 (6,38 %),
- інші — 60 (2,73 %),

Усього: 2191 чол.